# Skadarlija

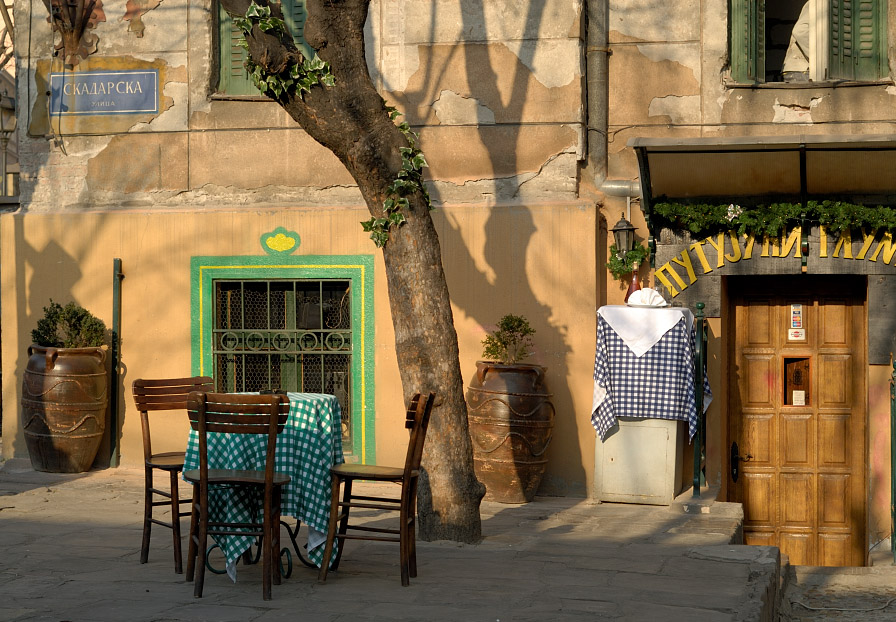
La rue Skadarska à Belgrade.

Skadarlija (en serbe cyrillique : Скадарлија), est une rue et un quartier de Belgrade, la capitale de la Serbie. Skadarlija est située dans la municipalité urbaine de Stari grad. En 2002, le quartier comptait 5 942 habitants.
Le quartier de Skadarlija est généralement considéré comme le quartier bohème de la capitale serbe, un peu à la manière de Montmartre à Paris.

## Emplacement
Le quartier de Skadarlija est situé au nord-est de la Place de la République et s'étend autour de la rue du même nom. La rue Skadarlija est également appelée rue Skadarska.

## Histoire

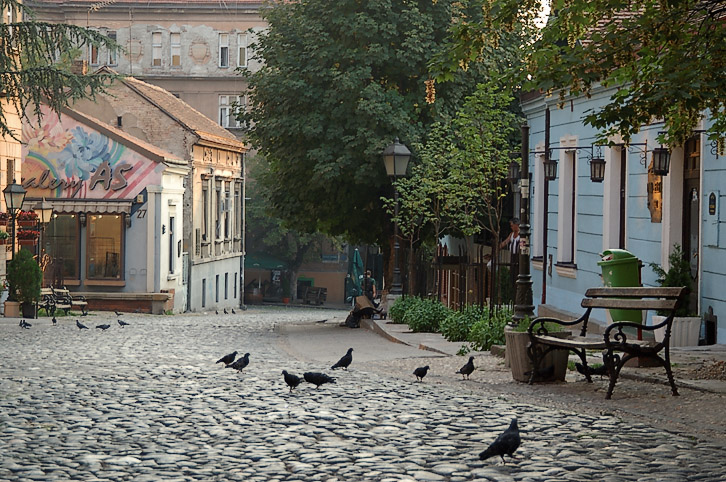
Skadarlija.

L'histoire de Skadarlija commença dans les années 1830, avec l'installation de Roms dans les zones abandonnées en face des remparts de la ville. En 1854, le plan de Belgrade montre que les abris provisoires avaient été remplacés par des bâtiments en brique dans lesquels s'étaient installés des artisans, des marchands et de petits employés. L'ensemble du quartier fut appelé le "quartier tzigane" jusqu'en 1872, quand la rue fut nommée Skadarska ulica, la "rue de Skadar", d'après le nom de la ville de Skadar (aujourd'hui en Albanie) ; ce nom est encore le nom officiel de la rue.

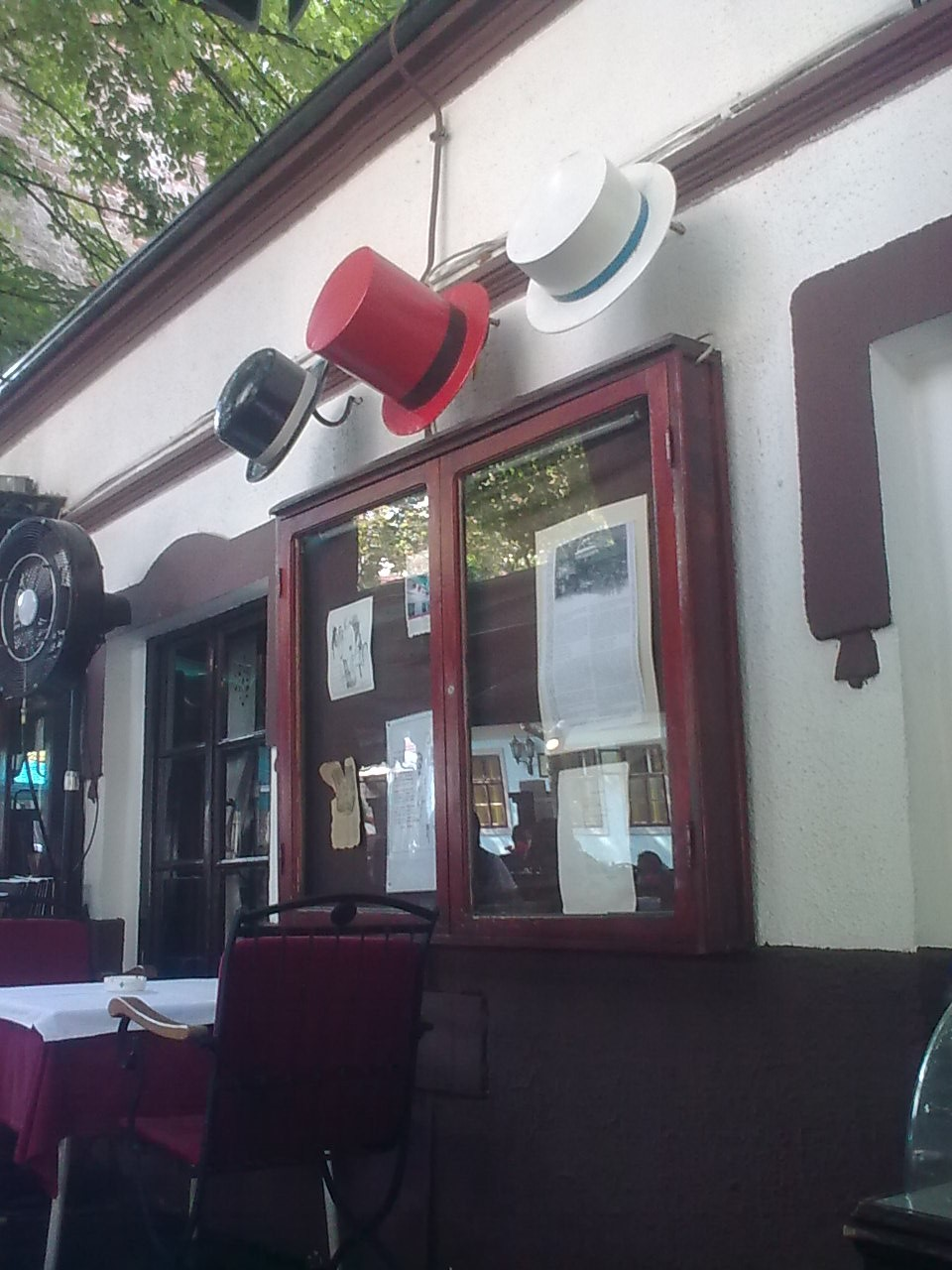
La kafana Tri šešira.

Skadarlija commença à acquérir son caractère bohème à la fin du XIXe siècle et, particulièrement, en 1901, quand la célèbre auberge Dardaneli (« Les Dardanelles ») fut démolie et que ses clients, des écrivains et des acteurs, fréquentèrent les auberges du quartier. Parmi les auberges célèbres, on peut citer Tri šešira (« Les trois chapeaux »), Dva jelena (« Les deux cerfs »), Zlatni bokal (« Le calice d'or »), qui existent encore aujourd'hui. De nouveaux restaurants ouvrirent alors comme le Ima dana (« Il y a des jours »), le Skadarlija (démoli en  2006), le Dva bela goluba (« Les deux colombes blanches »), etc.
Le Tri šešira a accueilli des hôtes célèbres comme Jimi Hendrix, George H. W. Bush, Tito, le roi d'Espagne Juan Carlos, Anatoly Karpov, Sandro Pertini, etc.
Đura Jakšić, un célèbre peintre et écrivain serbe, a vécu et est mort à Skadarlija. Sa maison est devenue un lieu de réunion pour les poètes qui participent aux Soirées de Skadarlija ; la restauration des lieux a commencé en 1968, selon un projet de l'architecte Uglješa Bogunović (né en 1922), du peintre et écrivain Zuko Džumhur (1921-1989), du peintre Mario Maskareli (1918-1996), de la sculptrice Milica Ribnikar-Bogunović (née en 1931), etc.

## Aujourd'hui
Skadarlija constitue une attraction pour les touristes. On y trouve des restaurants réputés et d'autres, plus populaires, qui offrent de la cuisine serbe, et particulièrement de la viande grillée servie avec de la bière. Le célèbre hôtel Le Petit Piaf se trouve dans le quartier ; on y trouve aussi des galeries d'art, des antiquaires, des boutiques de souvenirs... On peut y entendre de la musique tzigane et y voir des acteurs, habillés en costume serbe traditionnel, improviser dans la rue.

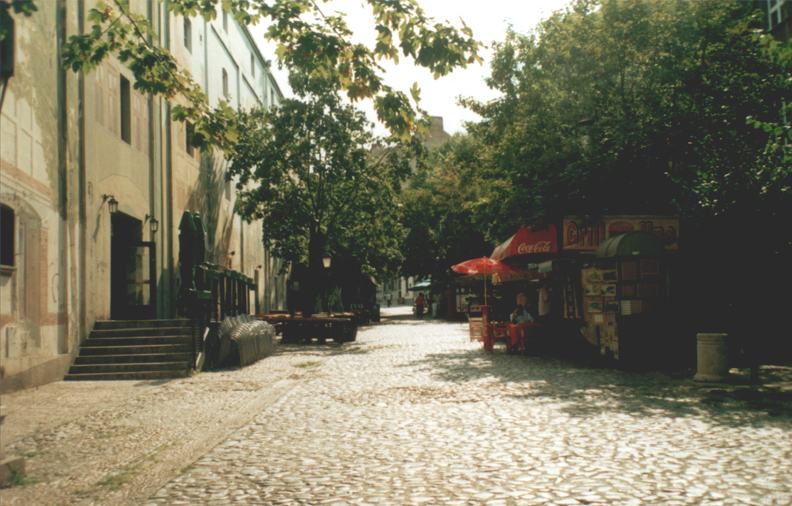
Skadarlija, août 2007.
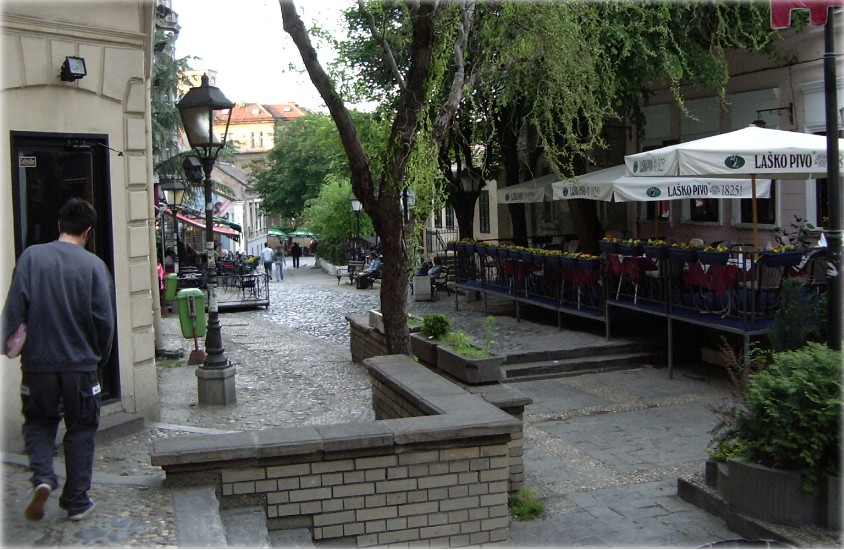
La rue Skadarska à Belgrade.